# Golden Slumbers
《Golden Slumbers：宅配男與披頭四搖籃曲》為伊坂幸太郎的日本小說作品。

## 概要
描寫被冤枉暗殺首相的男子，逃亡兩天的作品。2008年獲得書店大獎，亦是第21屆山本周五郎獎獲獎作品。
作者相隔兩年的新作品。本作大概由五部構成，第四部「事件」占了本作的大半。從序盤開始安排許多伏筆，也描繪了許多富有魅力的角色，包含許多現代作家的本質，被譽為現代作家的集大成。
這個作品中，主角的前女友，與大學的小組成員等周圍的人們起了很大的影響。這就表示，人類生活中最重要的，不是與人的關聯，而是信賴，這是作者十分重視的東西。另外其故事靈感則是來自於甘迺迪遇刺案。
標題引用了披頭四的同名樂曲，作品中也常見〈Help!〉、〈Come Together〉等以披頭四樂曲為主的標題。

## 概略
首相公選制存在的現代。仙台市盛大舉辦著金田首相的凱旋遊行。同一時間，青柳雅春與數年不見的老朋友森田森吾再次碰面。青柳十分訝異森田的情況，森田告知他一件恐怖的事。青柳能從這巨大的陰謀中脫身嗎？

## 登場人物
青柳雅春
本作的主角。
原是宅配便的司機，幾年前，曾從歹徒手中救出當時的人氣偶像凜香，而一度非常出名。
被冤枉暗殺了金田首相的前幾個月，被騷擾而辭職，被冤枉後，開始逃亡。
森田森吾
青柳雅春學生時代的朋友。「聽見森林的聲音」，能一邊嬉笑玩耍，一邊以敏銳的觀察力洞察四周。已有家室，並有巨額欠債。
他碰見好久不見的雅春，並告訴他自己已經被捲進巨大陰謀而要他逃走後，而被炸死。
金田貞義
這次暗殺首相事件的受害者，在本作中是現任總理大臣。相當聰明的人物，國民相當信賴他。
樋口晴子
青柳雅春大學時代的戀人。現在已經與另外的男子結婚，有一個名為七美的女兒。
小野一夫
青柳雅春學生時代所屬小組的晚輩。一度藏匿正在逃亡的雅春。有一個叫作鶴田辰美的女友。
岩崎英二郎
青柳雅春工作的宅配公司的工作人員。當時，負責教導還是新人的雅春。非常喜歡搖滾樂，喜歡把所有的東西都和搖滾扯在一起。對嘻哈音樂有偏見。害怕與警察和妻子吵架。
轟
花火工場「轟煙火」的社長。被工作人員們暱稱為「洛基」。有一個叫作一郎的兒子。
保土之谷康志
在仙台醫院中心住院的患者。突然遇到正在逃亡的雅春，並幫助他逃亡。似乎過去做過見不得光的工作。
田中徹
在仙台醫院中心住院的患者，與保土之谷康志同病房。35歲。從病房的電視得知首相遭暗殺的新聞。
佐佐木一太郎
警察廳警備局綜合情報課的課長助理。在這次的首相暗殺事件中，擔任搜查的指揮。
髮型與臉都相當年輕，讓人聯想到保羅·麥卡尼。斷定青柳雅春為犯人，並堅持要追捕他。
凜香
數年前被青柳雅春從歹徒手中救出來的人氣偶像。被懷疑整型。

二年前在仙台犯下連續殺人事件的犯人。被叫作「切男」，但卻是大眾媒體的隨意命名。因為他的事件，仙台市開始引進監視攝影機「保全盒」。本名「三浦」，且有著讓人看不出來是大人的嬌小體型。
鎌田昌太
收取切男大量現金並將公寓借給切男後，在日本國內旅行的人。一年半後回來。有一個明年上小學的兒子。

## 電影
預計於2010年1月30日上映。伊坂的原作電影以前曾在仙台市拍攝部分片段，但這次是全程在仙台市拍攝。
原作的舞台在仙台市各處，2009年上半年開始外景拍攝工作。並與仙台·宮城電影委員會與宮城縣警合作，於同年7月殺青。第二部
仙台電影認定作品。

### 工作人員
- 導演 ：中村義洋
- 原作 ：伊坂幸太郎「Golden Slumbers：宅配男與披頭四搖籃曲」（新潮社 出版）
- 腳本 ：中村義洋、林民夫
- 音樂 ：齊藤和義
- 主題曲·片尾曲：齊藤和義

### 分配角色
- 青柳雅春 - 堺雅人
- 樋口晴子 - 竹内結子
- 森田森吾 - 吉岡秀隆
- 小野一夫 - 劇團一人
- 凜香 - 貫地谷栞
- 井原小梅 - 相武紗季
- 鶴田亜美 - Sonim
- 樋口伸辛 - 大森南朋
- 保土之谷康志 - 柄本明
- 佐佐木一太郎 - 香川照之
- 小鳩沢 - 永島敏行
- - 濱田岳
- 青柳平一 - 伊東四朗
- 青柳照代 - 木内みどり
- 金田貞義 - 伊藤ふみお
- 岩崎英二郎 - 渋川清彦
- 轟静夫 - 孟加拉
- 田中徹 - 波岡一喜
- 鷲津刑事 - 鄭龍進
- 矢島 - 木下隆行

### 攝影合作
- 仙台·宮城電影委員會
- 宮城縣警

## 外部連結
- （日語）官方網站